# Semnoderes pacificus
Espèce
Semnoderes pacificus est une espèce de kinorhynches de la famille des Semnoderidae.

## Distribution
Cette espèce interstitielle a été découverte sur les côtes de Nouvelle-Calédonie puis observée en Amérique du Nord.

## Publication originale
- Higgins, 1967 : The Kinorhyncha of New Caledonia. Expédition française sur récifs coralliens de la Nouvelle-Calédonie. Edition de la Fondation Singer-Polignac, Paris, vol. 2, p. 75-90.